# Laguna Phuket Triathlon
Der Laguna Phuket Triathlon findet seit 1994 alljährlich Ende November bzw. Anfang Dezember auf der größten thailändischen Insel Phuket statt. Er ist damit einer der traditionsreichsten asiatischen Triathlons. Er war in vergangenen Jahren Teil der Challenge und der Ironman Serie. Diese fanden parallel zum eigentlichen Hauptrennen statt.

## Geschichte
Der Laguna Phuket Triathlon wurde 1994 als Joint-Venture von IMG und dem Laguna Phuket Resort, einem Ferien- und Sportzentrum an der Nordwestküste des Touristenparadieses veranstaltet.

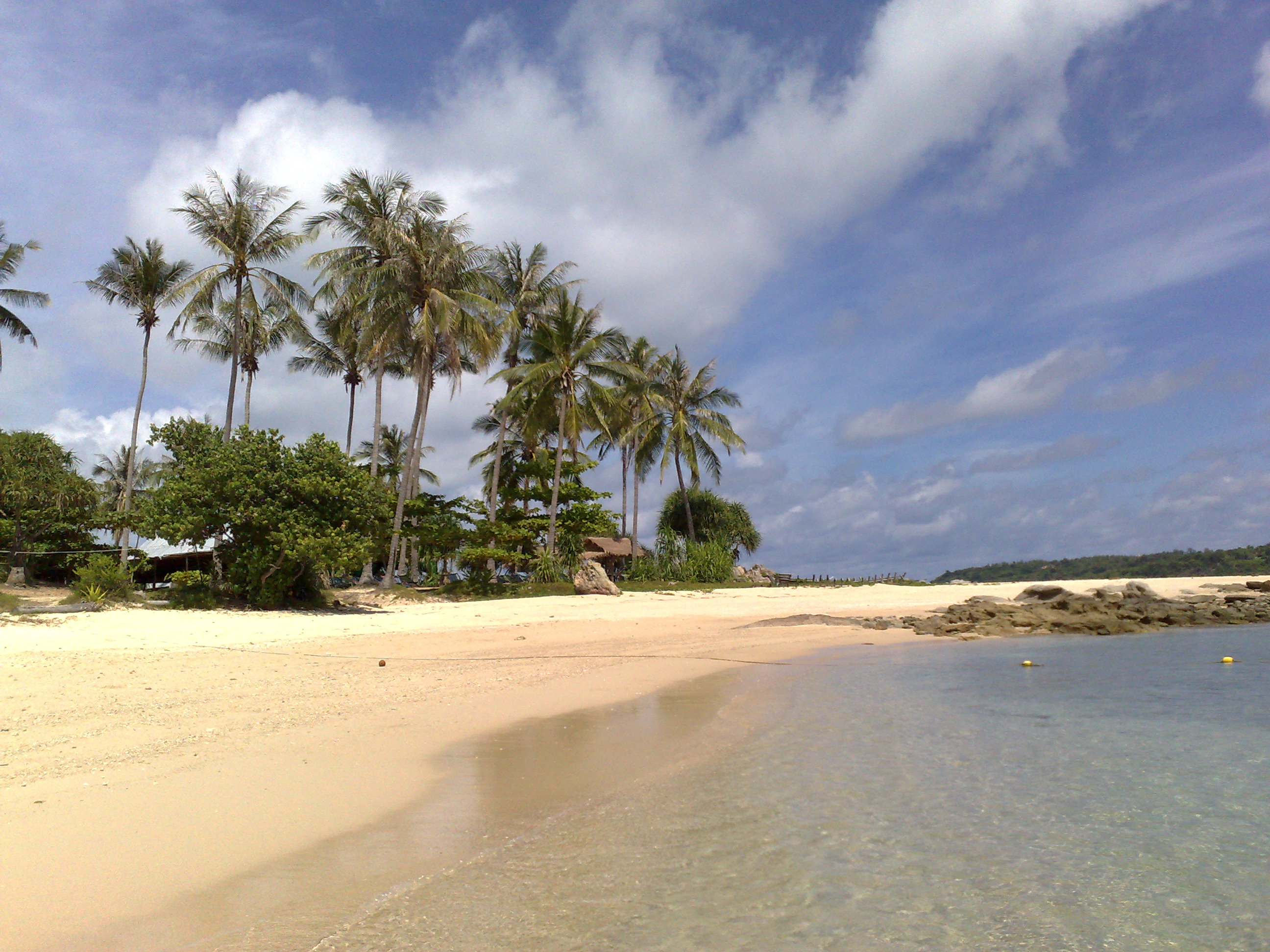
Strand auf Phuket

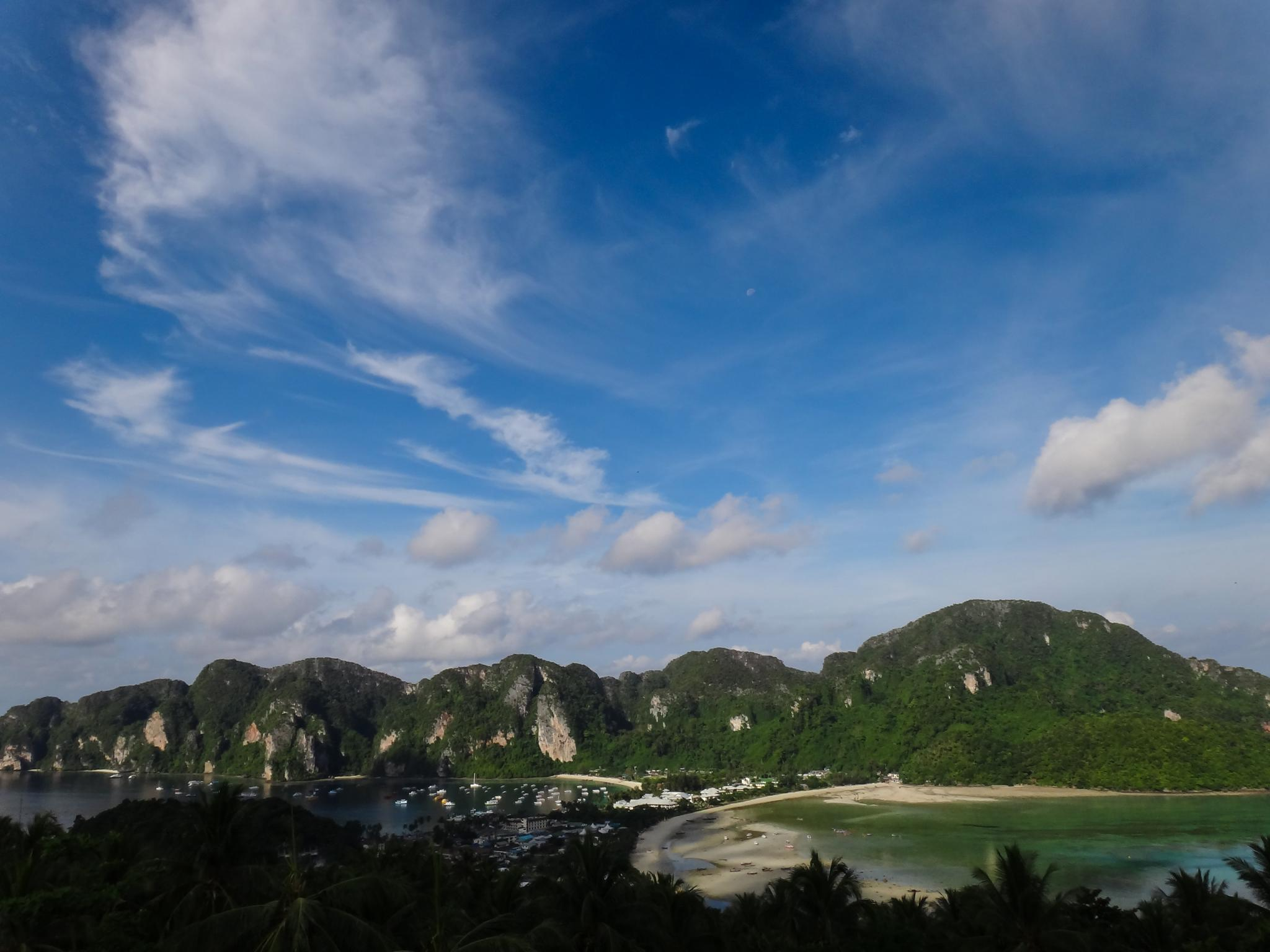
Einige kurze, aber steile Anstiege erwarten die Athleten auf der Radstrecke

Ab 1996 wurde der Laguna Phuket Triathlon für vier Jahre um einen von zehn weltweit von „OnLine Sports International“ geschaffenen „International Triathlon Grand Prix“, einem Einladungsrennen mit zwanzig der prominentesten Top-Triathleten weltweit und alleine in Phuket einem Preisgeld von 100.000 US-Dollar, ergänzt. Der Sieger erhielt 25.000 US-Dollar und damit 25 % mehr als damals beim Ironman Hawaii. Zu den Teilnehmern gehörten Mike Pigg, Greg Welch, Mark Allen, Brad Beven, Simon Lessing und Spencer Smith, TV-Berichte der Veranstaltung wurden von Eurosport, Network Ten in Australien sowie in den USA von Prime Network gezeigt.
Von Beginn an gehörte der Laguna Phuket Triathlon in den Neunzigerjahren auch zu den Qualifikationswettkämpfen für den Ironman Hawaii.
Auch eine Dekade später wurden wieder dreißig Startplätze für den Ironman Hawaii in Phuket vergeben, als im Rahmen des Laguna Phuket Triathlons auch der Ironman 70.3 Asia Pacific stattfand.
Kurz vor der Veranstaltung 2012 informierten der Organisator und Challenge Family, dass das Triathlon-Festival ab seinem zwanzigsten Geburtstag 2013 unter dem Namen Challenge Laguna Phuket Tri Fest läuft mit dem Laguna Phuket Triathlon als Auftakt sowie dem Challenge Laguna Phuket über 1,9 km Schwimmen, 90 km Radfahren und 21,1 km Laufen als Höhepunkt.
Außerdem ergänzt ein Triathlon für Kinder und Jugendliche das Programm. Der Challenge Laguna Phuket wurde damit der erste asiatische Wettkampf der Challenge-Weltserie.
Für 2016 wurde ein neuer Name und ein neuer Austragungsort für das Rennen angekündigt und das Rennen wird als Ironman 70.3 Thailand fortgeführt. Im Jahre 2024 fand der Triathlon wieder als Laguna Phuket Triathlon statt.

## Streckenführung
- Die Schwimmstrecke beginnt am Strand zwischen dem Dusit Thani Laguna Phuket Hotel sowie dem Outrigger Phuket Beach Resort und führt zunächst 1,4 km durch das Meer, dann folgt eine Strandpassage, bevor die letzten 500 m in der tropischen Süßwasser-Lagune zurückgelegt werden. Neoprenanzüge sind nicht zulässig.
- Von der Wechselzone am Laguna Grove führt die Radstrecke zunächst nach Thalang, wo der North-South-Highway 402 über eine Fußgängerbrücke passiert wird. Anschließend führt die Strecke neben zwei Schleifen über Küstenstraßen, ansonsten über schmale, kurvenreiche Straßen, bevor die 402 erneut über die Fußgängerbrücke passiert wird, um nach Laguna Phuket zurückzukehren. Die Strecke enthält insbesondere auf einer verkehrsarmen Küstenstraße im Nordwesten der Insel einige kurze, aber steile Anstiege.
- Die flache Laufstrecke führt die Athleten Richtung Norden durch das Laguna Phuket Resort, das Banyan Tree Resort und die Strandstraße entlang, bevor sie in einer Schleife zurück zum Ziel am Laguna Grove kommen.

## Siegerliste

### Ergebnisse Laguna Phuket Triathlon
Die 22. Austragung konnten im November 2015 die Schweizerin Simone Brändli und der Deutsche Michael Raelert für sich entscheiden.
Den Streckenrekord erzielte 2016 Michael Raelert bei seinem zweiten Sieg mit seiner Zeit von 2:19:13 h und er verbesserte damit den bisher gültigen Rekord aus 2009 seines Landsmannes Jan Frodeno. Bei der 24. Austragung des Laguna Phuket Triathlon konnte Michael Raelert 2017 das Rennen zum dritten Mal in Folge für sich entscheiden.
| N ° | Datum/Jahr    | Männer                   | Männer              | Männer               | Frauen               | Frauen             | Frauen                |
| N ° | Datum/Jahr    | Erster Platz             | Zweiter Platz       | Dritter Platz        | Erster Platz         | Zweiter Platz      | Dritter Platz         |
| --- | ------------- | ------------------------ | ------------------- | -------------------- | -------------------- | ------------------ | --------------------- |
| 32  | 23. Nov. 2025 |                          |                     |                      |                      |                    |                       |
| 31  | 17. Nov. 2024 | Hayden Wilde             | Taylor Reid         | Rostyslav Pevtsov    | Kate Waugh -2-       | Alanis Siffert     | Sian Rainsley         |
| 30  | 19. Nov. 2023 | Max Stapley              | Max Studer          | Antony Costes        | Kate Waugh           | Julie Derron       | Sophie Malowiecki     |
| 29  | 20. Nov. 2022 | Charlie Quin             | nicht aufgeführt    |                      | Inge Prasetyo -2-    |                    |                       |
| 28  | 23. Nov. 2021 | ausgefallen wegen Corona |                     |                      |                      |                    |                       |
| 27  | 22. Nov. 2020 | Krzysztof Hadas          | Jaray Jearanai      | C. Mascarenhas Keyes | Inge Prasetyo        | Vansa Chatikavanij | Pareeya Sonsem        |
| 26  | 24. Nov. 2019 | Ruedi Wild               | Michael Raelert     | Krzysztof Hadas      | Imogen Simmonds      | Emma Pallant       | Dimity-Lee Duke       |
| 25  | 17. Nov. 2018 | Fredrik Croneborg        | Bart Aernouts       | Per van Vlerken      | Annabel Luxford      | Dimity-Lee Duke    | Anna Eberhardt-Halász |
| 24  | 19. Nov. 2017 | Michael Raelert -3-      | Antony Costes       | Mitchell Robins      | Amelia Watkinson -2- | Imogen Simmonds    | Yvonne van Vlerken    |
| 23  | 20. Nov. 2016 | Michael Raelert -2-      | Antony Costes       | Brad Kahlefeldt      | Amelia Watkinson     | Emma Pallant       | Radka Vodičková       |
| 22  | 22. Nov. 2015 | Michael Raelert          | Ruedi Wild          | Stuart Hayes         | Simone Brändli       | Emma Pallant       | Dimity Lee-Duke       |
| 21  | 22. Nov. 2014 | Massimo Cigana -4-       | Alberto Casadei     | Mitchell Robins      | Parys Edwards        | Belinda Granger    | Katja Rabe            |
| 20  | 24. Nov. 2013 | Ruedi Wild -2-           | Massimo Cigana      | Simon Ágoston        | Melissa Hauschildt   | Radka Vodičková    | Tamsin Lewis          |
| 19  | 25. Nov. 2012 | Ruedi Wild               | Tim Meyer           | Alberto Casadei      | Radka Vodičková -3-  | Belinda Granger    | Edith Niederfriniger  |
| 18  | 27. Nov. 2011 | Massimo Cigana -3-       | Alberto Casadei     | Romain Guillaume     | Radka Vodičková -2-  | Belinda Granger    | Katja Rabe            |
| 17  | 28. Nov. 2010 | Massimo Cigana -2-       | Fredrik Croneborg   | Clinton Mackevicius  | Belinda Granger -2-  | Emma Ruth Smith    | Samantha McGlone      |
| 16  | 6. Dez. 2009  | Jan Frodeno              | Matthieu O’Halloran | Balazs Csoke         | Radka Vodičková      | Belinda Granger    | Rachael Paxton        |
| 15  | 8. Dez. 2008  | Richie Cunningham        | Massimo Cigana      | Chris Legh           | Belinda Granger      | Mirinda Carfrae    | Alexandra Louison     |
| 14  | 2. Dez. 2007  | Massimo Cigana           | Richie Cunningham   | Faris Al-Sultan      | Liz Blatchford       | Mirinda Carfrae    | Belinda Granger       |
| 13  | 3. Dez. 2006  | Reinaldo Colucci         | Terenzo Bozzone     | Massimo Cigana       | Samantha McGlone -2- | Leanda Cave        | Laura Bennett         |
| 12  | 4. Dez. 2005  | Greg Bennett             | Craig Alexander     | Richie Cunningham    | Samantha McGlone     | Laura Bennett      | Belinda Granger       |
| 11  | 20. Nov. 2004 | Craig Alexander -2-      | Simon Thompson      | Richie Cunningham    | Nicole Hackett       | Carol Montgomery   | Barb Lindquist        |
| 10  | 29. Nov. 2003 | Simon Thompson           | Stuart Hayes        | Chris Legh           | Carol Montgomery -2- | Belinda Granger    | Rebekah Keat          |
| 09  | 30. Nov. 2002 | Craig Alexander          | Tim DeBoom          | Courtney Atkinson    | Carol Montgomery     | Joanne King        | Belinda Granger       |
| 08  | 10. Nov. 2001 | Courtney Atkinson        | Miles Stewart       | Normann Stadler      | Joanne King -2-      | Belinda Granger    | Heather Fuhr          |
| 07  | 2. Dez. 2000  | Craig Walton             | Craig Alexander     | Marc Lees            | Joanne King          | Robyn Rooke        | Lori Bowden           |
| 06  | 6. Nov. 1999  | Marc Lees -2-            | John Newsom         | Peter Reid           | Jackie Gallagher -3- | Robyn Rooke        | Lori Bowden           |
| 05  | 25. Okt. 1998 | Marc Lees                | Greg Welch          | Mike Pigg            | Jackie Gallagher -2- | Sian Welch         | Robyn Rooke           |
| 04  | 6. Dez. 1997  | Greg Welch               | Peter Reid          | Todd Voss            | Jackie Gallagher     | Sian Welch         | Robyn Rooke           |
| 03  | 12. Okt. 1996 | Simon Lessing            | Mark Allen          | Andrew Johns         | Paula Newby-Fraser   |                    |                       |
| 02  | 1995          | Mike Pigg -2-            |                     |                      | Michellie Jones      |                    | Paula Newby-Fraser    |
| 01  | 29. Okt. 1994 | Mike Pigg                | Mark Allen          | Benjamin Sanson      | Karen Smyers         |                    |                       |

### Ergebnisse Ironman 70.3 Bangsaen
| Datum/Jahr | Männer                 | Männer          | Männer            | Frauen       | Frauen                | Frauen         |
| Datum/Jahr | Erster Platz           | Zweiter Platz   | Dritter Platz     | Erster Platz | Zweiter Platz         | Dritter Platz  |
| ---------- | ---------------------- | --------------- | ----------------- | ------------ | --------------------- | -------------- |
| 2020       | Peter Marian Wolkowicz | Kosuke Terasawa | Kirill Goldovskii | Leanne Szeto | Jelena Tomasevic      | Lindsay Nickel |
| 2019       | Lars Petter Stormo     | Jaray Jearanai  | Andy Wibowo       | Maria Hodges | Nichakarn Ruttanaporn | Jane Archer    |

### Ergebnisse Ironman 70.3 Thailand
Die Erstaustragung war im November 2016 und das Rennen löste die Challenge Laguna Phuket ab.
| Datum/Jahr    | Männer       | Männer          | Männer         | Frauen           | Frauen          | Frauen          |
| Datum/Jahr    | Erster Platz | Zweiter Platz   | Dritter Platz  | Erster Platz     | Zweiter Platz   | Dritter Platz   |
| ------------- | ------------ | --------------- | -------------- | ---------------- | --------------- | --------------- |
| 26. Nov. 2017 | Markus Rolli | Tim Van Berkel  | Fernando Toldi | Imogen Simmonds  | Eimear Mullan   | Dimity-Lee Duke |
| 27. Nov. 2016 | Tim Reed     | Michael Raelert | Tim Van Berkel | Amelia Watkinson | Imogen Simmonds | Dimity-Lee Duke |

### Ergebnisse Challenge Laguna Phuket
| Datum/Jahr    | Männer         | Männer            | Männer               | Frauen                 | Frauen          | Frauen          |
| Datum/Jahr    | Erster Platz   | Zweiter Platz     | Dritter Platz        | Erster Platz           | Zweiter Platz   | Dritter Platz   |
| ------------- | -------------- | ----------------- | -------------------- | ---------------------- | --------------- | --------------- |
| 29. Nov. 2015 | Ruedi Wild -2- | Bart Aernouts     | Alberto Casadei      | Simone Brändli         | Jodie Swallow   | Radka Vodičková |
| 30. Nov. 2014 | Ruedi Wild     | Fredrik Croneborg | Luke McKenzie        | Melissa Hauschildt -3- | Parys Edwards   | Radka Vodičková |
| 1. Dez. 2013  | Rasmus Petreus | Alberto Casadei   | Alberto Alessandroni | Melissa Hauschildt -2- | Radka Vodičková | Tamsin Lewis    |

### Ergebnisse Ironman 70.3 Asia Pacific
| Datum/Jahr   | Männer            | Männer            | Männer          | Frauen             | Frauen           | Frauen          |
| Datum/Jahr   | Erster Platz      | Zweiter Platz     | Dritter Platz   | Erster Platz       | Zweiter Platz    | Dritter Platz   |
| ------------ | ----------------- | ----------------- | --------------- | ------------------ | ---------------- | --------------- |
| 2. Dez. 2012 | Chris McCormack   | Ruedi Wild        | Alberto Casadei | Melissa Hauschildt | Radka Vodičková  | Belinda Granger |
| 4. Dez. 2011 | Michael Raelert   | Richie Cunningham | Paul Matthews   | Melissa Rollison   | Natascha Badmann | Radka Vodičková |
| 5. Dez. 2010 | Timothy O’Donnell | Massimo Cigana    | Hideo Fukui     | Caroline Steffen   | Melissa Rollison | Belinda Granger |